# Northern Michigan University
Northern Michigan University är ett amerikanskt offentligt universitet som ligger i Marquette, Michigan och hade totalt 8 303 studenter (7 507 undergraduate students och 796 postgraduate students) för läsåret 2015–2016..
Lärosätet grundades 1899 när Michigans delstatsregering beslutade om att låta en högre utbildningsinstitution etableras i den norra delen av delstaten. Den fick namnet Northern State Normal School och initialt var den exklusivt för lärarstudenter. 1927 blev den klassificerad som ett college och använde olika namn som Northern State Teachers College, Northern Michigan College of Education och Northern Michigan College. 1963 bestämde Michigan att den skulle vara ett universitet och fick sitt nuvarande namn.
Universitet tävlar med 18 universitetslag i olika idrotter via sin idrottsförening Northern Michigan Wildcats.

## Alumner
| Arkitekter - John Lautner Företagsledare - Howard Schultz Idrottare - Jared Coreau - Shani Davis | - Dallas Drake - Justin Florek - Caitlin Gregg - Erik Gustafsson - Jim Hiller - Jamie Milam - Mark Olver - Mike Santorelli | - Dominik Shine - Tuomas Tarkki - Cathy Turner - Brad Werenka Skådespelare - Jackie Swanson |